# Terho Itkonen

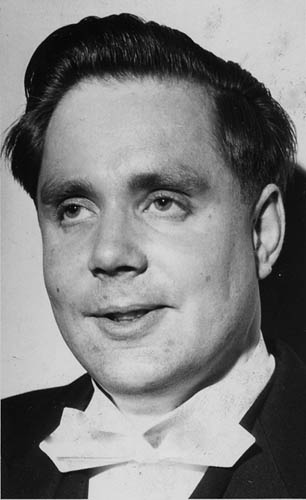
Terho Itkonen.

Terho Klaus Itkonen, född 21 oktober 1933 i Helsingfors, död 29 mars 1998 i Nurmijärvi, var en finsk språkforskare och språkvårdare. Son till Toivo Itkonen.
Han var professor i finska språk vid Helsingfors universitet från 1965 till 1989.